# U.S. Horse Artillery Brigade
Cet article possède un paronyme, voir Brigade d'artillerie (homonymie).

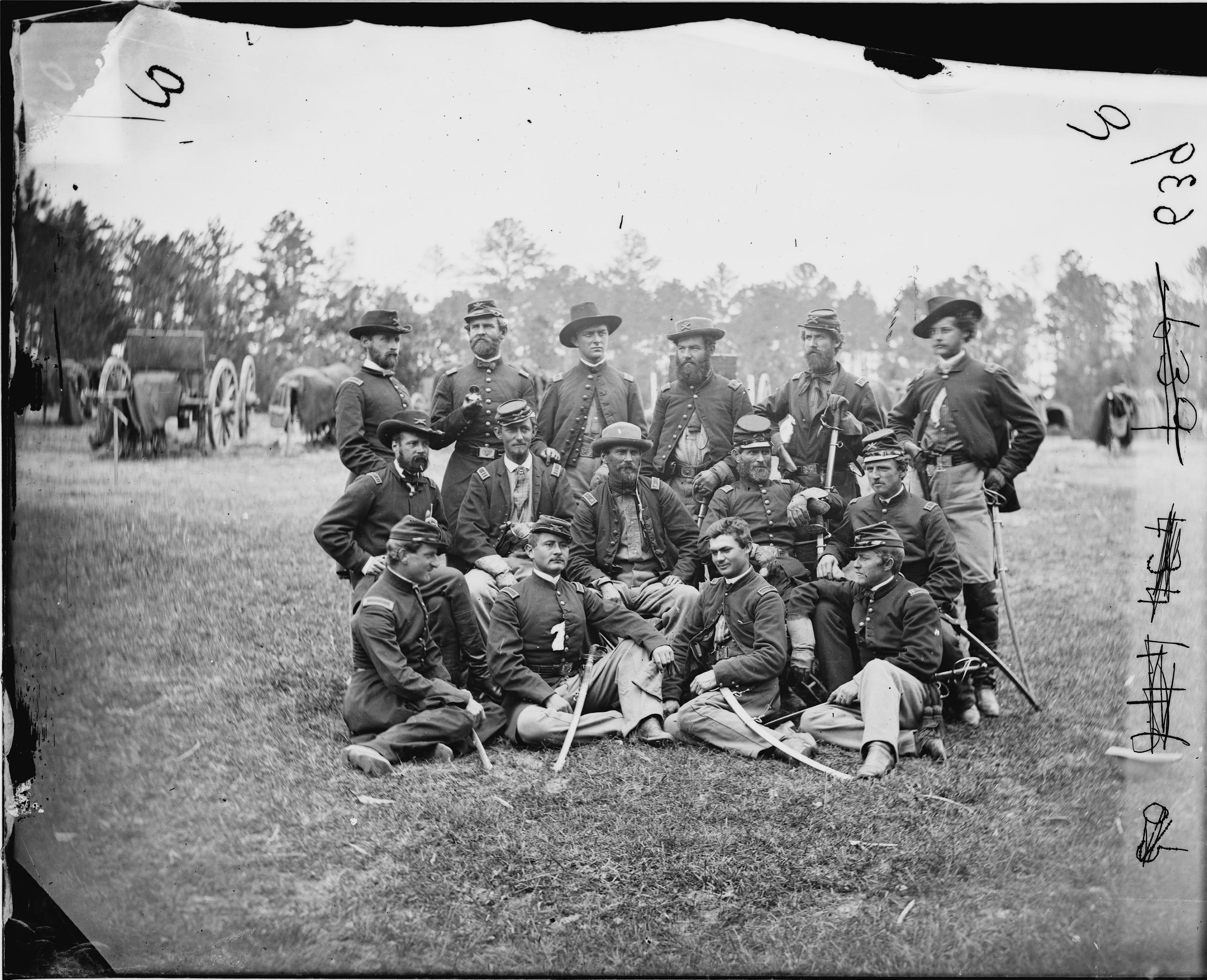
Les officiers de la brigade de l'artillerie montée à Fair Oaks, 1862. Photo de James F. Gibson. Bibliothèque du Congrès.

La 'brigade d'artillerie montée' de l'armée du Potomac est une brigade de plusieurs batteries d'artillerie montée de la guerre de Sécession.
Composée presque entièrement de batteries individuelles de la taille d'une compagnie de cinq régiments d'artillerie de l'armée régulière, l'artillerie montée opère sous le commandement du corps de cavalerie. L'artillerie montée se distingue des autres artilleries légères (aussi connues comme artillerie « montée ») par le fait que chaque membre de l'unité voyage avec son propre cheval, alors que l'artillerie légère traditionnelle utilise des « conducteurs » de chevaux tirant des canons, tandis que les artilleurs montent sur les avant-trains et des caissons. Habituellement, cependant, les artilleurs voyagent à pied derrière leur canon respectif. Mais, avec chaque homme sur son cheval, l'unité peut se déplacer plus vite et plus efficacement. Elle naît de la volonté de l'ancien capitaine d'artillerie et brigadier général William Farquhar Barry, chef de l'artillerie de l'armée du Potomac, en 1861. Avec un tel pourcentage d'artillerie montée des États-Unis qui sont des batteries de l'artillerie de l'armée américaine régulière, elle acquiert une excellente réputation pour son efficacité militaire, la précision des tirs, la présence du commandement sur le terrain et dans la bataille. 
À l'origine sous le commandement direct du lieutenant colonel (et futur brigadier général) William Hays, et plus tard sous le commandement de deux brigades des capitaines James Madison Robertson (en) et John C. Tidball (en), l'artillerie montée sert avec distinction pendant la plupart des grandes batailles sur le théâtre oriental. La brigade de Tidball est plus tard commandée par le capitaine Dunbar R. Ransom (en).
Il est à noter que chacun de ces hommes - Barry, Hays, Robertson, et Tidball, viennent du corps des officiers du deuxième régiment d'artillerie. L'un de leur chef d'exception, Henry Jackson Hunt, commande la l'artillerie de réserve de l'armée du Potomac, et est également officier du 2nd U.S. Artillery.

## Organisation

### 1862 - Campagne de la Péninsule
Commandant : Lieutenant-colonel William Hays, USV (capitaine, 2nd U.S. Artillery), du Tennessee
Batterie A, 2nd U.S. Artillery (en) deuxième régiment d'artillerie)
Commandant : Capitaine John C. Tidball (en), États-Unis, Ohio

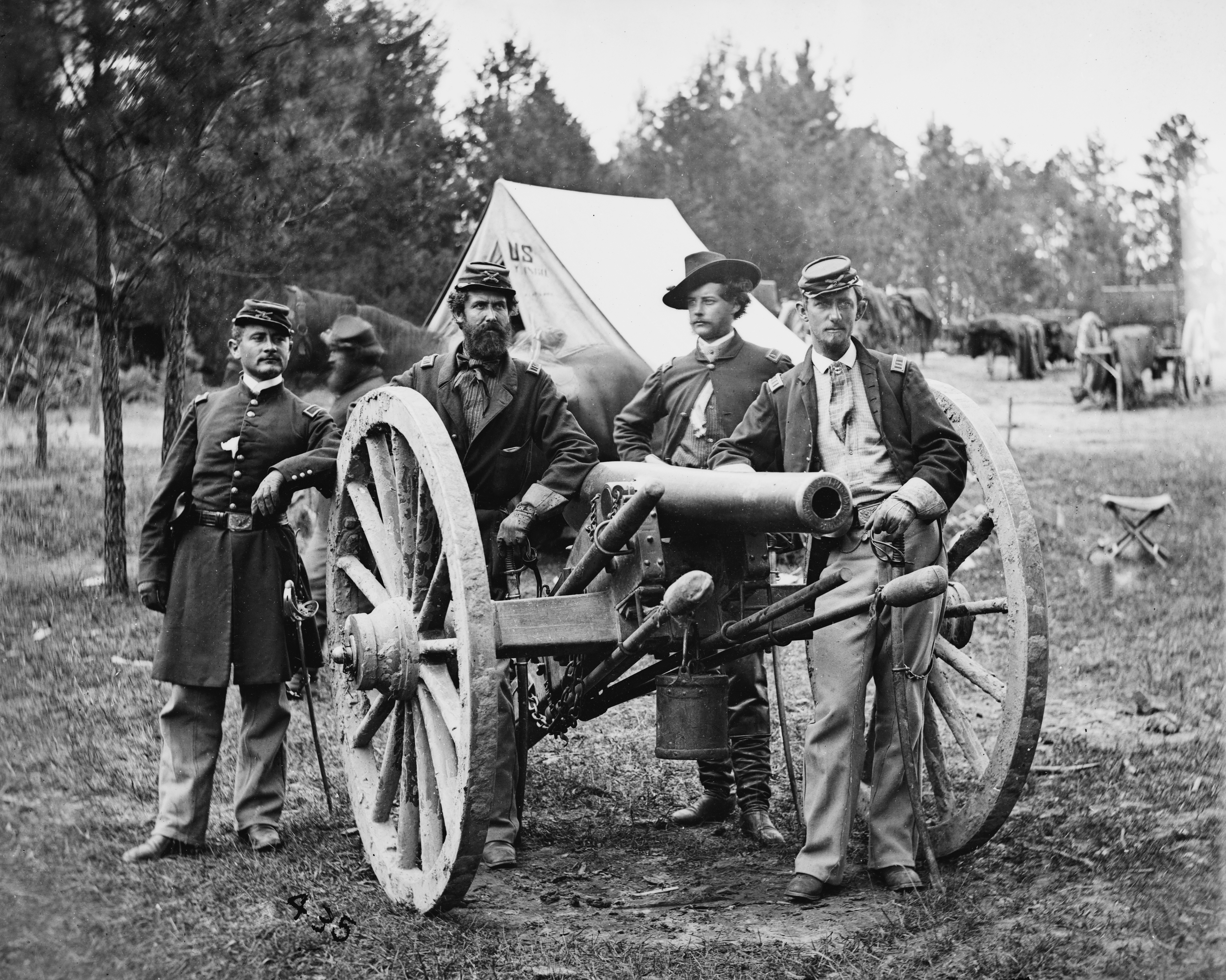
Officiers de la batterie A, U.S. Artillery. G-D : Clarke, Tidball, Dennison, Pennington. Photo par James F. Gibson. Bibliothèque du Congrès

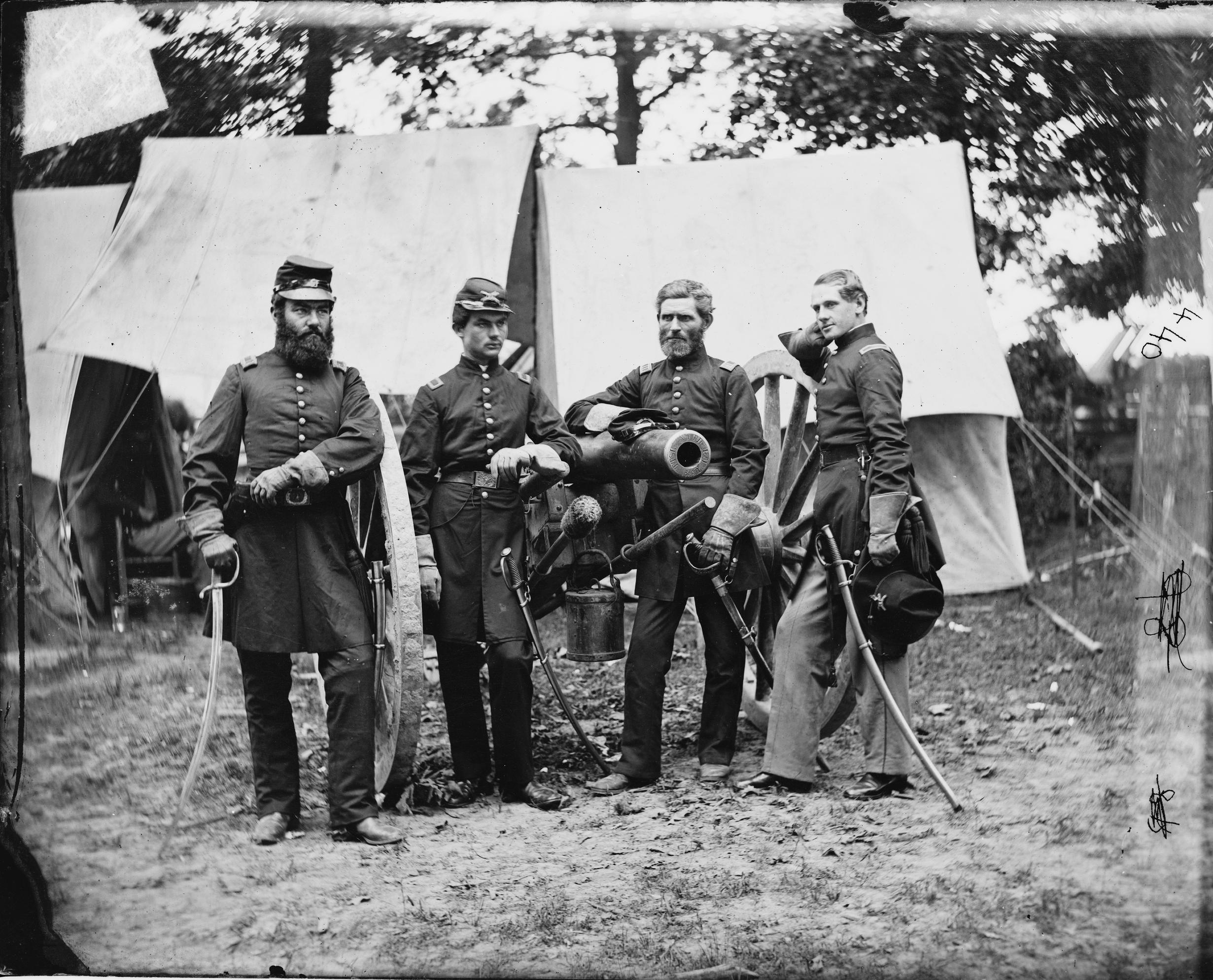
Officiers des batteries combinées B & L, U.S. Artillery. G-D : Wilson, Vincent, Robertson, Woodruff. Photo par James F. Gibson. Bibliothèque du Congrès

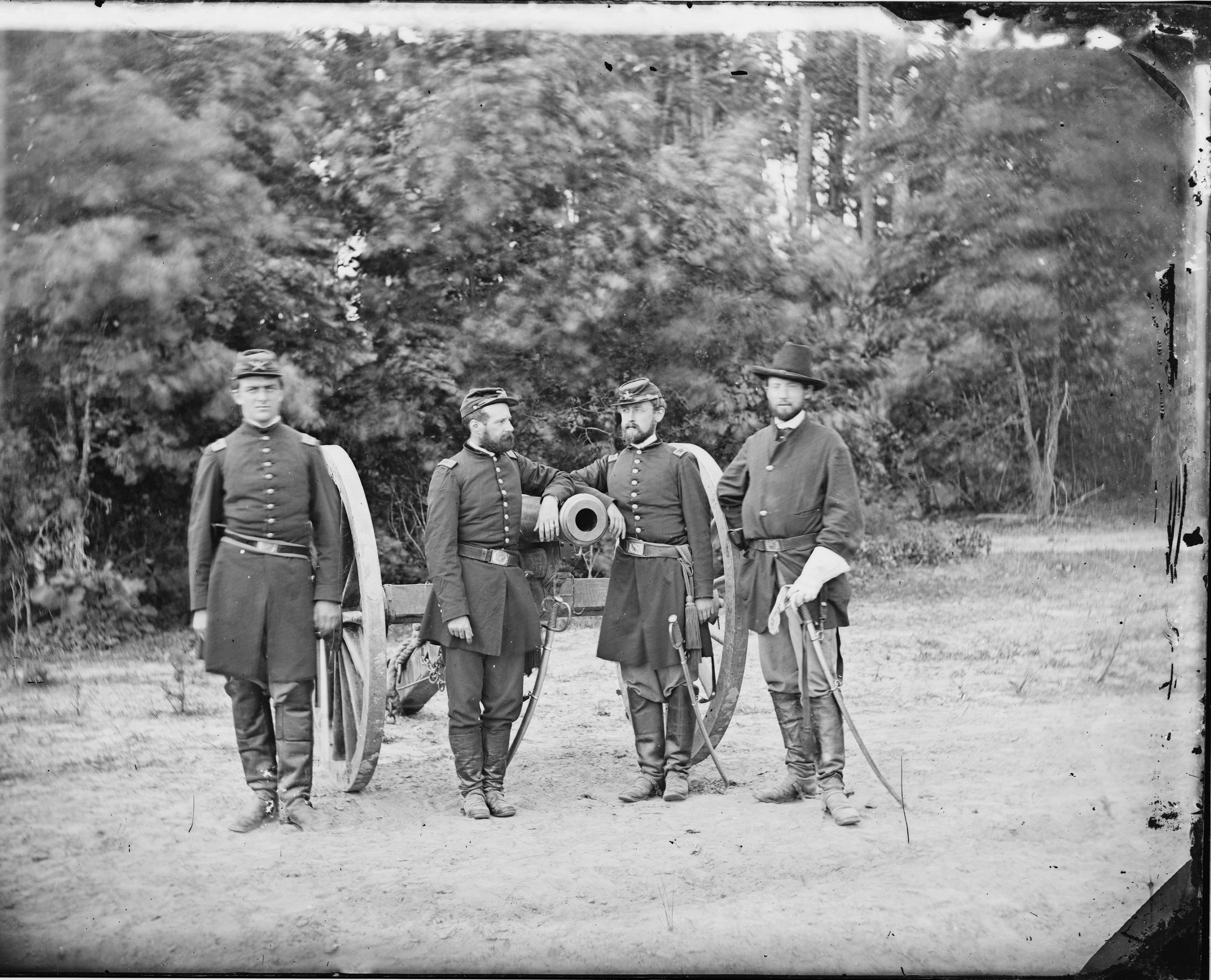
Officiers de la Batterie C, U.S. Artillery. G-D : Meinell, Gibson, Pendleton, et Fuller. Photo par James F. Gibson. Bibliothèque du Congrès

- Avant (droite), chef de section : premier lieutenant Alexander Cummings McWhorter Pennington, Jr (en), New Jersey
- Arrière (Gauche), chef de section : lieutenant William Neil Dennison (en), Ohio
- Centre chef de section : second lieutenant Robert Clarke, Pennsylvanie
- Chef de ligne de caissons : premier sergent Frank

(Combiné) Batteries B & L, 2nd U.S. Artillery
Commandant : capitaine James Madison Robertson (en)
- Avant (droite), chef de section : lieutenant John Moulder Wilson, Washington, DC
- Arrière (gauche), chef de section : second lieutenant Carle Augustus Woodruff (en), New York
- Centre chef de section : second lieutenant Albert Oliver Vincent, Ohio
- Chef de ligne de caissons : premier lieutenant Perry Bly, 9th New York Cavalry (sur TDY)

Batterie M, 2nd U.S. Artillery

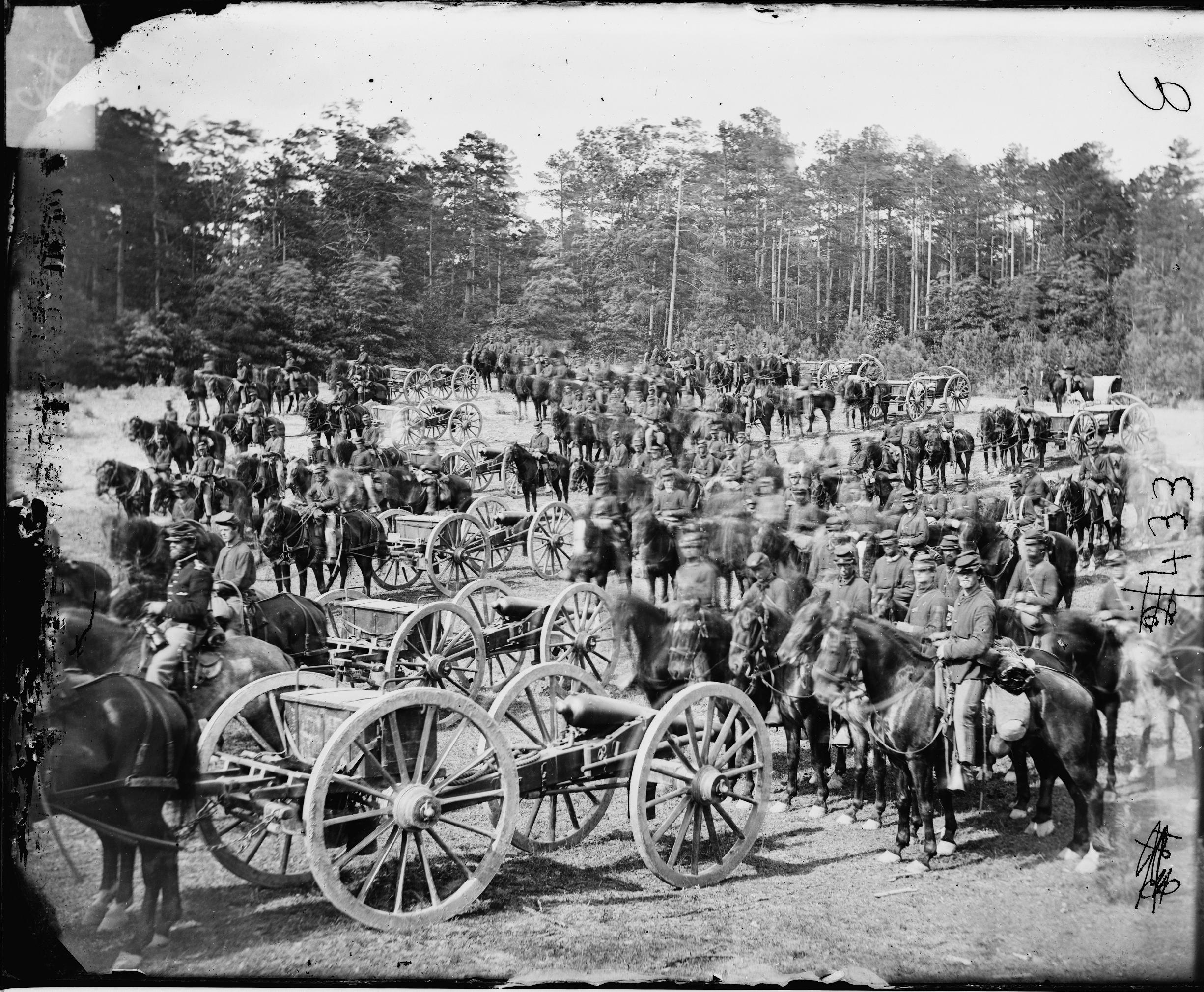
Batterie M, U.S. Artillery, 1862. Photo par James F. Gibson. Bibliothèque du Congrès

Commandant : capitaine Henry M. Benson, États-Unis, New Jersey
- Avant (droite) section – premier lieutenant John W. Barlow, New York
- Arrière (gauche) section – premier lieutenant Peter Conover Hains (en), New Jersey
- Centre section - second lieutenant Robert Hunter Chapin, New York

Batterie C, 3rd U.S. Artillery
Commandant : capitaine Horatio Gates Gibson (en), Pennsylvanie
- Avant (droite), chef de section : lieutenant William Duncan Fuller, Maine
- Arrière (gauche), chef de section : lieutenant Edmund Pendleton, Virginie
- Centre chef de section : lieutenant Henry Meinell, New York
- Chefs de la ligne de caissons : second lieutenant William D'Wolf, Illinois, (blessé mortellement à Williamsburg, le 4 mai 1862 ; mort de ses blessures, le 3 juin 1862) ; second lieutenant Francis Lowell Dutton Russell, Massachusetts (sur TDY du 4th U.S. Artillery)
- Batterie Wagon et Forge : (premier ?) lieutenant J. W. Upham, 9th New York Cavalry (sur TDY)

### 1863 - Campagne de Gettysburg
'Première brigade de l'artillerie montée'
Commandant : capitaine James Madison Robertson (en)

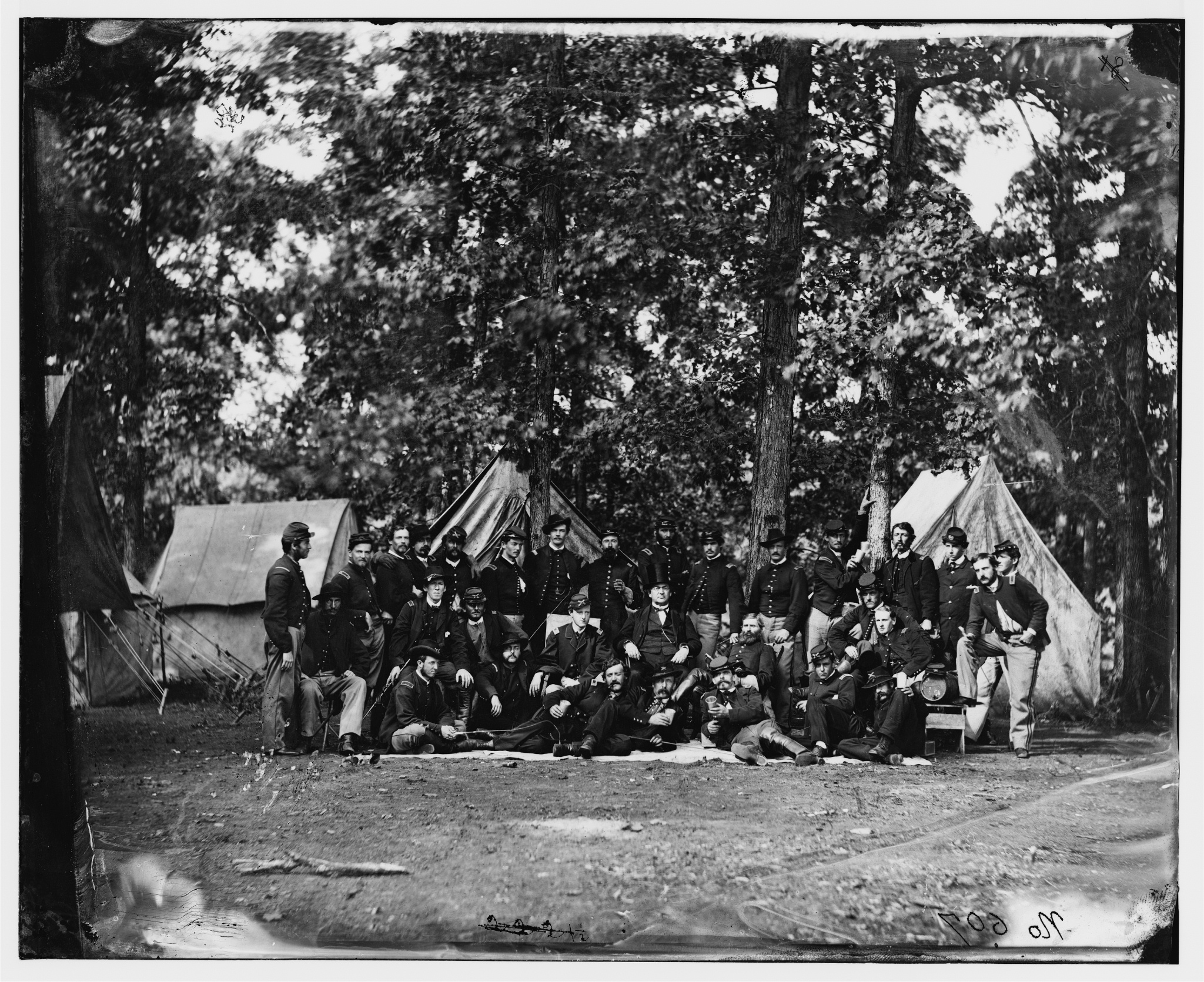
Officiers de l'artillerie montée à Culpeper, septembre 1863. Bibliothèque du congrès

Adjoint intérimaire de l'adjudant-général : premier lieutenant J. H. Bell, du 6th New York Cavalry
Batteries de la première brigade :

9th Michigan Battery, volontaires des États-Unis (6:3”)
Capitaine Jabez James Daniels, USV, commandant
- Avant (droite), chef de section : lieutenant Addison Kidder, USV
- Arrière (gauche), chef de section : lieutenant Luther R. Smith, USV
- Centre, chef de section : lieutenant Lewis R Rage, USV
- Chef de ligne de caissons : second lieutenant Thomas J. Lumbocker, USV (?)

Independant Battery, 6th New York Light Artillery, volontaires des États-Unis (6:3”)
(anciennement la compagnie d'artillerie K, 9th New York State Militia et le 83rd New York Infantry Regiment)
Commandant : capitaine Joseph W. Martin, USV
- Avant (droite), chef de section : lieutenant Moses P. Clark, USV
- Arrière (gauche), chef de section : second lieutenant J. Wade Wilson, USV
- Centre, chef de section : premier sergent James E. Tileson, USV

Batteries B & L, 2nd U.S. Artillery (6:3”)
Commandant : lieutenant Edward Heaton

Batterie M, 2nd U.S. Artillery (6:3”)
Commandant : lieutenant Alexander Cummings McWhorter Pennington, Jr

Batterie E, 4th U.S. Artillery (4:3”)
Commandant : lieutenant Samuel Sherer Elder (en)
'Deuxième brigade de l'artillerie montée'
Commandant : capitaine John Caldwell Tidball
Batteries de la deuxième brigade :

Batteries E & G, 1st U.S. Artillery (4:3”)
Commandant : capitaine Alanson Merwin Randol (en)
- Avant (droite), chef de section : second lieutenant James Chester
- Arrière (gauche), chef de section : second lieutenant Ernest L. Kinney

1st U.S. Light Artillery, batterie K (6:3”)
Commandant : capitaine William Montrose Graham, Jr
- Avant (droite), chef de section : lieutenant Teofil B. von Michalowski (ou Michalows)

Batterie A, 2nd U.S. Artillery (6:3”)
Commandant : second lieutenant John Haskell Calef (en)
- Avant (droite), chef de section : lieutenant John William Roder
- Arrière (gauche), chef de section : premier sergent Joseph Newman
- Centre, chef de section : sergent Pergel

Batterie C, 3rd U.S. Artillery (6:3”)*
Commandant : lieutenant William Duncan Fuller
- avant (droite), chef de section : lieutenant Henry Meinell
- Arrière (gauche), chef de section : lieutenant James Rigney Kelly
- Centre, chef de section : second lieutenant James Madison Lancaster
- Premier sergent – premier sergent Daniel Munger

Batterie légère H, 3rd Pennsylvania Heavy Artillery, USV  (2:3”)
Commandant : capitaine William D. Rang, USV
- Avant (droite), chef de section : William M. Runkel, USV
- Arrière (gauche), chef de section : Thomas B. Nelson, USV
- Centre, chef de section : lieutenant John A. Light, USV

Batterie C, 3rd U.S. Artillery n'est pas présent lors de la bataille de Gettysburg

### 1864 - Campagne de l'Overland
L'artillerie montée reste organisée en deux brigades jusqu'en juin, quand est réduit à une. Les unités supprimées laissent leur meilleur équipement possible aux unités restantes, et sont sous la responsabilité de Washington, DC dans l'attente d'autres ordres, d'ailleurs. Voici la liste définitive du commandement et de l'état-major et l'ordre de bataille de l'organisation agrandie et la liste de l'effectif réduit.

'Janvier – Juin 1864'

'Première brigade, artillerie montée ses États-Unis'
Commandant : capitaine James Madison Robertson (en), (breveté colonel)
Quartier-maître : capitaine William Goldie, USV (anciennement capitaine, 56th Illinois Infantry)
Commissaire de subsistance : capitaine Henry Loud Cranford, USV (anciennement premier lieutenant, 84th New York Infantry)

Organisation :
9e batterie, artillerie légère du Michigan
Commandant : capitaine  Jabez Daniels, USV

6e batterie indépendante, artillerie légère de New York
Commandant : capitaine Joseph W. Martin, USV

Batteries B & L, 2nd U.S. Artillery
Commandan : premier lieutenant Edward Heaton

Batterie D, 2nd U.S. Artillery
Commandant : premier lieutenant (breveté commandant), Edward B. Williston

Batterie M, 2nd U.S. Artillery
Commandant : premier lieutenant (breveté commandant), Alexander Cummings McWhorter Pennington, Jr

Batterie A, 4th U.S. Artillery
Commandant : premier lieutenant (breveté capitaine) Rufus King, Jr (en)

Batterie E, 4th U.S. Artillery
Commandant : capitaine Samuel Elder

'Deuxième brigade de l'artillerie montée des États-Unis'
Commandant : capitaine John Caldwell Tidball,  (breveté lieutenant-colonel des États-Unis ; colonel du 4th New York Artillery (en) de l'USV)
Quartier-maître : capitaine Ira F. Payson, USV (mort le 30 juillet 1864)
Commissaire de subsistance : premier lieutenant (breveté capitaine) William Murray Maynadier

Organisation :
Batterie E, 1st U.S. Artillery
Commandant : capitaine (breveté commandant) Alanson M. Randol

Batterie K, 1st U.S. Artillery
Commandant : capitaine (breveté lieutenant-colonel) William Montrose Graham

Batterie A, 2nd U.S. Artillery 
Commandant : premier lieutenant Robert Clarke
Chefs de section : premiers lieutenants John H. Calef ; N. A. Cameron, USV (TDY de 4th New York Heavy Artillery (en)) ; et B. J. (Benjamin Franklin) Littlefield, USV (ancien tireur d'élite, sur TDY du 4th New York Heavy Artillery)
Batterie G, 2nd U.S. Artillery
Commandant : premier lieutenant (breveté commandant), John Hartwell Butler

La batterie C, 3rd U.S. Artillery
Commandant : premier lieutenant (breveté commandant), William Duncan Fuller
'À Partir de juin 1864'

'Réserve de l'artillerie montée, de l'armée du Potomac'
Commandant – capitaine (breveté colonel) James M. Robertson

Organisation :
Batteries H & I, 1st U.S. Artillery
Commandant : capitaine (breveté commandant) Randol

Batterie K, 1st U.S. Artillery
Commandant : premier lieutenant (breveté commandant), John Egan

Batterie A, 2nd U.S. Artillery
Commandant : premier lieutenant Clarke

Les piles B & L, 2nd U.S. Artillery
Commandant : premier lieutenant Heaton

Batterie D, 2nd U.S. Artillery
Commandant : premier lieutenant (breveté lieutenant-colonel) Edward B. Williston

Batterie M, 2nd U.S. Artillery
Commandant : premier lieutenant (breveté commandant) ACM Pennington, Jr, (plus tard colonel dans la cavalerie du New Jersey et breveté brigadier général, USV)

Batteries C, F & K, 3rd U.S. Artillery
Commandant : premier lieutenant (breveté commandant), James Rigney Kelly (anciennement engagé en tant qu'ingénieur artificier et, plus tard, engagé en tant que sergent du 3rd Artillery) 

Batteries C & E, 4th U.S. Artillery
Commandant : premier lieutenant Charles Lane Fitzhugh, (plus tard colonel du 6th New York Cavalry et breveté brigadier général, des États-Unis et des USV)
'Unités séparées et envoyées dans le DC pour d'autres ordres :'
Batteries E & G, 1st U.S. Artillery
Commandant : premier lieutenant David Essex Porter

Batterie G, 2nd U.S. Artillery
Commandant : premier lieutenant (breveté commandant) William Neil Dennison

Batterie A, 4th U.S. Artillery
Commandant : premier lieutenant Rufus King, Jr.

6 New York Independent Battery
Commandant : capitaine Joseph W. Martin, USV

### 1865
En 1865, la brigade d'artillerie montée existe toujours sur le papier, mais les différentes unités sont dispersées et affectées à un certain nombre de commandements, comme c'est la pratique habituelle de l'artillerie a pied régulière sur le terrain. 